# علی مسیموف
علی مسیموف (ترکی آذربایجانی: Əli Əhməd oğlu Məsimov / Әли Әһмәд оғлу Мәсимов؛ زادهٔ ۳ ژانویهٔ ۱۹۵۳) او همچنین با نام علی مسیم‌لی نیز شناخته می‌شود، سیاست‌مدار اهل جمهوری آذربایجان است. وی به صورت موقت مدتی نخست‌وزیر جمهوری آذربایجان بود.